# Ghetto de Pabianice
Le ghetto de Pabianice est un ghetto juif de la Seconde Guerre mondiale situé à Pabianice, une ville polonaise annexée au territoire allemand, dans le Reichsgau Wartheland. Créé en février 1940, il est liquidé par la police allemande en mai 1942 : environ la moitié des résidents sont assassinés sur place ou déportés au centre d'extermination de Chełmno, les autres étant déportés dans le ghetto de Łódź.

## Histoire

### Occupation allemande
Avant l'arrivée des troupes allemandes le 8 septembre 1939, Pabianice compte approximativement 9 000 Juifs (près de 18 % de la population totale au recensement de 1931).
L'occupation allemande se traduit immédiatement par des violences antisémites : plusieurs Juifs sont exécutés tandis que la synagogue est vandalisée le jour de Roch Hachana. Dans les mois qui suivent, les nazis mettent en place des mesures de discrimination des Juifs : confiscation de leurs biens, interdiction de circuler sur les trottoirs, couvre-feu, interdiction de quitter la ville, etc.,.
Plusieurs Judenrat successifs sont mis en place par l'occupant à partir d'octobre 1939. En décembre de la même année, un millier de Juifs est déplacé de force à Kałuszyn, plus à l'Est.

### Création du ghetto
Pabianice est l'une des premières villes du Reichsgau Wartheland à accueillir un ghetto, en février 1940, après Piotrków Kujawski (octobre 1939) et pendant la constitution du ghetto de Łódź, à la suite de l'échec partiel de la déportation des Polonais et Juifs vers le Gouvernement général de Pologne. Composé d'une centaine d'habitations dans la vieille ville, le ghetto n'est pas ceint d'une clôture mais les Juifs, qui doivent s'y entasser en raison de l’exiguïté des lieux, ont interdiction d'en sortir. Une police juive, dont le chef est un membre du Judenrat, est créée le mois suivant avec des missions répressives ; elle compte 34 membres à la fin de l'année,.
Le Judenrat s'emploie à rendre les Juifs du ghetto productifs ; il crée ainsi en juin et août 1940 deux ateliers de couture dans lesquels travaillent à la confection d'uniformes pour la Wehrmacht un total de 700 personnes. En novembre, plus de 900 Juifs travaillent comme couturiers,.
En décembre 1940, 9 000 Juifs sont recensés à Pabianice.
À partir de mai 1941, des rafles de Juifs — hommes et femmes — sont menées par les Allemands avec la participation de la police juive pour les envoyer dans des camps de travail forcé. Les deux premières déportations concernent 231 Juifs le 23 mai 1941 et 313 autres le 7 septembre 1941.

### Liquidation
La préparation de la liquidation du ghetto commence fin 1941 avec la fourniture d'une liste des Juifs, signalant les handicapés et les jeunes enfants, aux Allemands par le Judenrat. En février 1942, la Gestapo soumet tous les Juifs âgés d'au moins 10 ans à un examen médical, au terme duquel chacun est tatoué « A » ou « B » sur le torse selon qu'il a moins ou plus de 60 ans et qu'il est bien-portant ou malade,,.
Le 16 mai 1942, la police allemande, commandée par Hans Mayer, encercle le ghetto et tous les Juifs sont sommés de se présenter devant leur logement, puis de se regrouper au stade municipal rue Zamkowa, au prétexte d'un nouvel enregistrement dans les registres. Ceux qui tentent de se soustraire aux ordres et de se cacher sont abattus sur place. Le lendemain, après avoir passé la nuit sur leur lieu de rassemblement, approximativement 3 200 membres du groupe « B » sont conduits à un train de wagons de bétail puis déportés au centre d'extermination de Chełmno ; d'autres, ainsi que les 150 occupants de l'hôpital du ghetto, sont exécutés sur place,,.
Les membres du groupe A, de 3 600 à 5 600 selon les sources, sont quant à eux convoyés par tramway au ghetto de Łódź, où ils arrivent les 17 et 18 mai. Le jeune Dawid Sierakowiak, qui réside à Łódź, relate dans son journal l'arrivée des convois :

« Dimanche 17 mai.
Le premier convoi de juifs de Pabianice est arrivé. Hommes séparément, femmes séparément, enfants séparément. Ils sont appauvris et fatigués, mais ils n'ont pas mauvaise mine. Comme les juifs allemands, ils ont un insigne avec marqué « Jude » sur la poitrine, mais sur le dos un insigne comme le nôtre, seulement du côté gauche. […]
Lundi 18 mai.
[…] Le deuxième convoi de juifs de Pabianice est arrivé. Les femmes et les enfants séparément. […]
Mercredi 20 mai.
[…] Les juifs de Pabianice ne savent rien non plus au sujet de leurs personnes âgées, de leurs malades et de leurs enfants. Les enfants ont été arrachés à leurs mères de la façon la plus brutale qui soit. »

Certains des Juifs déportés à Łódź sont répartis dans les camps de travail forcé environnants. Quelques Juifs demeurent dans le ghetto de Pabianice après la liquidation pour procéder à son nettoyage,,. Plus d'une centaine de Juifs, pour l'essentiel des tailleurs, restent jusqu'au 10 août 1942, date à laquelle ils sont à leur tour déportés à Łódź.

## Judenrat
Le premier Judenrat est instauré par l'occupant allemand en octobre 1939. Il est composé trois membres, élus par des représentants des institutions juives locales, lesquels sont néanmoins arrêtés et déportés après s'être opposés à l'expulsion de Juifs de certains quartiers de la ville pour permettre l'installation d'Allemands,.
Le Judenrat a ensuite pour président un avocat nommé Shapiro (nommé par les Allemands après le refus d'Yitzhak Urbach, élu par ses pairs), puis Jehiel Rubinstein, lequel nomme les autres membres du conseil,,.
Le conseil juif compte 130 employés fin 1940. Il est chargé de la distribution des rations alimentaires au sein du ghetto et de l'organisation de la vie économique. Une taxe de 10 % sur les revenus des travailleurs juifs contribue au financement du Judenrat.
Le Judenrat rémunère les membres de la police juive, à hauteur de 10 à 15 reichsmarks par semaine (25 pour le commandant).
À partir d'octobre 1941, relate l'historien américain Isaiah Trunk, des membres du Judenrat sont accusés par certains habitants du ghetto, qui se plaignent auprès des autorités allemandes, de s'approprier et vendre une partie des rations alimentaires à des prix élevés au marché noir ; douze d'entre eux sont arrêtés et cinq demeurent en détention, dont le président Jehiel Rubinstein. Un procès se tient en juin 1942, selon Isaiah Trunk. Les sources divergent quant à l'issue de l'affaire : les membres du Judenrat sont exécutés publiquement après leur arrestation par la Gestapo en juin 1942 selon l'Encyclopedia of Camps and Ghettos, 1933–1945, exécutés à l'été 1942 au terme d'un long procès selon The Yad Vashem Encyclopedia of the Ghettos During the Holocaust, déportés (sans date précisée) selon la notice signée Danuta Dombrowska dans Encyclopaedia Judaica, ou bien leur sort demeure inconnu selon Isaiah Trunk, qui émet l'hypothèse d'une pendaison dans le ghetto de Łódź en septembre 1942, après la liquidation du ghetto de Pabianice.